# Jonathan Silverman
Jonathan Elihu Silverman (Los Angeles, 5 augustus 1966) is een Amerikaans acteur, filmproducent en filmregisseur.

## Biografie
Silverman werd geboren in Los Angeles, en doorliep de highschool aan de Beverly Hills High School in Beverly Hills waar hij zijn beste vriend David Schwimmer ontmoette.
Silverman begon in 1984 met acteren in de televisieserie E/R, waarna hij nog meer dan 100 rollen speelde in televisieseries en films.
Silverman is in 2007 getrouwd met actrice Jennifer Finnigan met wie hij sinds 2004 verloofd was.

## Filmografie

### Films
Selectie:
- 2013 G.B.F. – als mr. Daniels
- 2008 Beethoven's Big Break – als Eddie
- 2006 Farce of the Penguins – als criticus (stem)
- 1994 Teresa's Tattoo – als Rick
- 1992 Death Becomes Her – als Jay Norman
- 1989 Weekend at Bernie's – als Richard Parker
- 1985 Girls Just Want to Have Fun – als Drew Boreman

### Televisieseries
Uitgezonderd eenmalige gastrollen.
- 2021-2023 Moonshine - als Daniel Bennett - 10 afl.
- 2021 Good Girls - als Dave - 13 afl.
- 2019 No Good Nick - als Paul - 5 afl.
- 2018 Salvation - als Roland Cavanaugh - 4 afl.
- 2018 K.C. Undercover - als Mitch Bishop - 4 afl.
- 2015 Getting On - als dr. Happy Gladner - 5 afl.
- 2014 Significant Mother – als Harrison Marlowe – 8 afl.
- 2013 Monday Mornings – als dr. John Lieberman – 5 afl.
- 2011 Greek – als Lasker Parkes – 3 afl.
- 2007 Close to Home – als Pete Durkin - 3 afl.
- 2007 In Case of Emergency – als Harry Kennison – 13 afl.
- 2003 Free for All – als Johnny Jenkins (stem) – 7 afl.
- 1995-1997 The Single Guy – als Jonathan Eliot – 40 afl.
- 1984-1986 Gimme a Break! – als Jonathan Maxwell – 16 afl.

### Filmproducent
- 2017 Andover - film
- 2015 A Christmas Eve Miracle - film
- 2014 Opposite Sex – film
- 2013 Self Storage – film
- 2013 Another Dirty Movie – film
- 2000 The Inspectors 2: A Shred of Evidence – film

### Filmregisseur
- 2015 Significant Mother - televisieserie - 1 afl.
- 2014 Opposite Sex – film
- 2013 Another Dirty Movie – film

## TheaterwerkBroadway
- 1986-1988 Broadway Bound - als Eugene
- 1985-1986 Biloxi Blues - als Eugene Morris Jerome (understudy)
- 1983-1986 Brighton Beach Memoirs - als Eugene Jerome (understudy)

- Bibliothèque nationale de France: cb14227409c (data)
- Gemeinsame Normdatei: 1013479564
- International Standard Name Identifier: 0000 0001 2277 6457
- Library of Congress Control Number: no97008321
- Nationale Bibliotheek van Israël: 987007437580305171
- SNAC: w66j7dnb
- Virtual International Authority File: 26664938
- WorldCat: E39PBJgH8cdJFC9YwkQrQch4MP